# Галантер, Борис Давидович
Борис Давидович Галантер (28 ноября 1935, Киев — 23 марта 1992, Москва) — советский и российский кинорежиссёр, сценарист и оператор.

## Биография
Окончил курсы операторов в Киеве. С 1963 по 1971 год — оператор и режиссёр киностудии Киргизфильм. С 1972 по 1980 год — сценарист и режиссёр Свердловской киностудии. Режиссёр и сценарист творческого объединения «Экран» (г. Москва) в 1980—1992 годах.

## Фильмография

### Режиссёр

#### Художественные фильмы
- 1978 — Жизнь Бетховена[1]
- 1981 — И с вами снова я...[2]
- 1983 — Кое-что из губернской жизни

#### Документальные фильмы
- 1968 — Лучшие дни нашей жизни
- 1969 — Шаговик (Косынка)[3]
- 1970 — Там, где твой дом
- 1972 — т.ф. Ярмарка (сокращенный вариант — «Потешки» )
- 1973 — Двадцать дней жаркого лета
- 1975 — Джульетта
- 1975 — Последние игры
- 1976 — Эхо
- 1977 — Ехала деревня
- 1977 — Три встречи
- 1977 — Ярмарка
- 1978 — Я сказал тебе все
- 1985 — Четыре клоуна под одной крышей
- 1986 — Дама с собачкой
- 1987 — Майя Плисецкая — знакомая и незнакомая

### Сценарист
- 1972 — Магнитка
- 1972 — Ярмарка
- 1973 — Дар
- 1973 — 20 дней жаркого лета
- 1975 — Последние игры
- 1976 — Эхо
- 1977 — Ехала деревня
- 1981 — И снова с вами я
- 1982 — Понедельник выходной день
- 1985 — Четыре клоуна под одной крышей

### Оператор
- 1963 — Сегодняшние заботы
- 1964 — Смена
- 1965 — На высокой земле
- 1965 — Бумеранг
- 1966 — Там, за горами, горизонт
- 1966 — Кара-Кол

## Награды
- ВКФ (1970) — за документальный фильм «Лучшие дни нашей жизни».
- Международный телевизионный фестиваль «Злата Прага» (1988) в Праге — Приз за фильм «Майя Плисецкая, знакомая и незнакомая»)